# Dragpa Döndrub (gyaltsab)
Dragpa Döndrub (1550-1617), was een Tibetaans tulku. Hij was de vierde Gyaltsab rinpoche, een van de vier belangrijkste tulku reïncarnatielijnen in de karma kagyütraditie van het Tibetaans boeddhisme. Hij werd in de nabijheid van Lhasa geboren en ontving de incarnatielijn van de karmapa en van de 5e Shamarpa. Hij staat bekend om de commentaren die hij schreef en had honderden aanhangers.
Dragpa Döndrub en de 5e Shamarpa begaven zich naar Kham om de 9e karmapa Wangchug Dorje naar Tsurpu, de zetel van de karmapa, te begeleiden. In die tijd was Tsouglag Trengwa de tweede Pawo Rinpoche, eveneens een belangrijke incarnatielijn. Deze laatste nam de kloostergelofte af van Wangchug Dorje en Dragpa Döndrub.